# Saison 2015-2016 de l'Union sportive arlequins perpignanais
Cette page présente la saison 2015-2016 de l'Union sportive arlequins perpignanais en Pro D2.

## Entraîneurs
- Grégory Patat jusqu'au 15/12/2015 puis Philippe Benetton[1]: Entraineur des avants
- François Gelez : Entraineur des arrières

## La saison
Budget
Avec un budget pour la saison est de 10,52 millions d'euros, celui-ci est le 2e plus gros budget de la pro D2.
Après un bon départ, avec 5 victoires et 1 défaite, l'USAP marque le pas, après la 6e journée, en ne parvenant plus à gagner. Il reste sur 1 match nul et 5 défaites et reçoit une correction, 8 à 41 à Narbonne lors de la 11e journée.

## Effectif
| Nom                    | Poste                  | Naissance        | Nationalité sportive | Sélections (points) | Dernier club               | Arrivée au club (année) |
| ---------------------- | ---------------------- | ---------------- | -------------------- | ------------------- | -------------------------- | ----------------------- |
| Jérémy Bécasseau       | Pilier                 | 18 juillet 1991  | France               | -                   | Worcester Warriors         | 2014                    |
| Rudy Chéron            | Pilier                 | 19 février 1981  | France               | -                   | Pays d'Aix RC              | 2014                    |
| Jean-Baptiste Custoja  | Pilier                 | 20 mai 1993      | France               | -                   | Formé au club              | 2012                    |
| Christophe David       | Pilier                 | 31 juillet 1991  | France               | -                   | Formé au club              | 2012                    |
| Enzo Forletta          | Pilier                 | 15 juin 1994     | France               | -                   | Formé au club              | 2014                    |
| Paulică Ion            | Pilier                 | 10 janvier 1983  | Roumanie             |                     | London Welsh               | 2013                    |
| Tevita Mailau          | Pilier                 | 25 avril 1985    | Australie            | -                   | Stade montois              | 2015                    |
| Giorgi Mchedishvili    | Pilier                 | 9 octobre 1986   | Géorgie              |                     | Montpellier HR             | 2014                    |
| Raphaël Carbou         | Talonneur              | 6 septembre 1992 | France               | -                   | RC Narbonne                | 2010                    |
| Romain Terrain         | Talonneur              | 22 août 1981     | France               | -                   | Biarritz olympique         | 2012                    |
| Jean-Philippe Genevois | Talonneur              | 3 février 1987   | France               | -                   | Biarritz olympique         | 2014                    |
| Bastien Chalureau      | Deuxième ligne         | 13 février 1992  | France               | -                   | Stade toulousain           | 2014                    |
| Loïc Charlon           | Deuxième ligne         | 30 avril 1987    | France               | -                   | Section paloise            | 2014                    |
| Kirill Koulemine       | Deuxième ligne         | 13 octobre 1980  | Russie               |                     | Sale Sharks                | 2014                    |
| Yohann Vivalda         | Deuxième ligne         | 9 décembre 1988  | France               | -                   | Colomiers rugby            | 2015                    |
| Guillaume Vilaceca     | Deuxième ligne         | 7 novembre 1983  | France               | -                   | Céret sportif              | 2007                    |
| Christophe André       | Troisième ligne aile   | 5 octobre 1986   | France               | -                   | US Oyonnax                 | 2015                    |
| Lucas Bachelier        | Troisième ligne aile   | 26 mars 1995     | France               | -                   | Formé au club              | 2014                    |
| Benjamin Beaux         | Troisième ligne aile   | 30 juin 1986     | France               | -                   | RC Narbonne                | 2014                    |
| Alan Brazo             | Troisième ligne aile   | 31 mai 1992      | France               | -                   | Formé au club              | 2014                    |
| Jean-Pierre Pérez      | Troisième ligne aile   | 3 avril 1984     | France               | -                   | Formé au club              | 2005                    |
| Nicolas Rabat          | Troisième ligne aile   | 24 avril 1991    | France               | -                   | Formé au club              | 2013                    |
| Alasdair Strokosch     | Troisième ligne aile   | 21 février 1983  | Écosse               |                     | Gloucester RFC             | 2012                    |
| Dimitri Basilaia       | Troisième ligne centre | 27 novembre 1985 | Géorgie              |                     | Edinburgh Rugby            | 2014                    |
| Karl Château           | Troisième ligne centre | 15 juin 1992     | France               | -                   | Stade toulousain           | 2013                    |
| Sébastien Descons      | Demi de mêlée          | 13 mai 1983      | France               | -                   | Racing Métro 92            | 2014                    |
| Dewald Duvenage        | Demi de mêlée          | 22 mai 1988      | Afrique du Sud       | -                   | Stormers                   | 2013                    |
| Tom Ecochard           | Demi de mêlée          | 14 décembre 1992 | France               | -                   | RC Narbonne                | 2010                    |
| Mathieu Belie          | Demi d'ouverture       | 20 février 1988  | France               | -                   | Aviron bayonnais           | 2014                    |
| Enzo Selponi           | Demi d'ouverture       | 16 juin 1993     | France               | -                   | Montpellier HR             | 2015                    |
| Tommaso Allan          | Demi d'ouverture       | 26 avril 1993    | Italie               |                     | Western Province           | 2013                    |
| Romuald Séguy          | Demi d'ouverture       | 5 février 1996   | France               | -                   | Formé au club              | 2014                    |
| David Marty            | Trois-quart centre     | 30 octobre 1982  | France               |                     | Entente Canet-Sainte-Marie | 2000                    |
| Lifeimi Mafi           | Trois-quart centre     | 15 août 1982     | Nouvelle-Zélande     | -                   | Munster                    | 2012                    |
| Sione Piukala          | Trois-quart centre     | 6 août 1985      | Tonga                |                     | Eastwood                   | 2012                    |
| Jens Torfs             | Trois-quart centre     | 26 mai 1992      | Belgique             |                     | Racing Métro 92            | 2013                    |
| Yohann Artru           | Trois-quart aile       | 31 mai 1992      | France               | -                   | Montpellier HR             | 2015                    |
| Jonathan Bousquet      | Trois-quart aile       | 5 mars 1988      | France               | -                   | US Oyonnax                 | 2014                    |
| Samuel Faconnier       | Trois-quart aile       | 19 mai 1995      | France               | -                   | Formé au club              | 2015                    |
| Apimeleki Nawaqatabu   | Trois-quart aile       | 3 février 1995   | Fidji                | -                   | Formé au club              | 2015                    |
| Jean-Bernard Pujol     | Trois-quart aile       | 11 avril 1992    | France               | -                   | Stade toulousain           | 2014                    |
| Joffrey Michel         | Arrière                | 4 mars 1987      | France               | -                   | Castres olympique          | 2008                    |
| Julien Farnoux         | Arrière                | 24 avril 1993    | France               | -                   | ASM Clermont Auvergne      | 2014 [-                 |

## Calendrier et résultats[3]

### Pro D2
| - USA Perpignan - US Dax : 36-28 - US Carcassonne - USA Perpignan : 9-38 - USA Perpignan - Stade montois : 14-9 - SC Albi - USA Perpignan : 23-19 - CS Bourgoin-Jallieu - USA Perpignan : 16-20 - USA Perpignan - Biarritz olympique : 29-18 - Aviron bayonnais - USA Perpignan : 17-14 - USA Perpignan - US Montauban : 13-20 - Tarbes PR - USA Perpignan : 18-16 - USA Perpignan - Colomiers rugby : 23-23 - RC Narbonne - USA Perpignan : 41-8 - USA Perpignan - Stade aurillacois : 34-19 - AS Béziers - USA Perpignan : 27-22 - USA Perpignan - Lyon OU : 20-16 - Provence rugby - USA Perpignan : 30-21 | - US Dax - USA Perpignan : 20-7 - USA Perpignan - US Carcassonne : 40-14 - Stade montois - USA Perpignan : 27-22 - USA Perpignan - SC Albi : 18-13 - USA Perpignan - CS Bourgoin-Jallieu : 25-6 - Biarritz olympique - USA Perpignan : 27-21 - USA Perpignan - Aviron bayonnais : 23-10 - US Montauban - USA Perpignan : 28-25 - USA Perpignan - Tarbes PR : 21-16 - Colomiers rugby - USA Perpignan : 41-16 - USA Perpignan - RC Narbonne : 30-10 - Stade aurillacois - USA Perpignan : 19-6 - USA Perpignan - AS Béziers : 47-13 - Lyon OU - USA Perpignan : 40-19 - USA Perpignan - Provence rugby : 31-17 |

| Rang | Club                                   | J  | V  | N | D  | Bo | Bd | Pm  | Pe  | Diff | Pts |
| ---- | -------------------------------------- | -- | -- | - | -- | -- | -- | --- | --- | ---- | --- |
| 1    | Lyon OU (R)                            | 30 | 25 | 0 | 5  | 12 | 4  | 971 | 493 | +478 | 116 |
| 2    | Aviron bayonnais (R)                   | 30 | 19 | 1 | 10 | 4  | 4  | 658 | 602 | +56  | 86  |
| 3    | Stade aurillacois                      | 30 | 18 | 0 | 12 | 7  | 2  | 724 | 613 | +111 | 81  |
| 4    | Stade montois                          | 30 | 17 | 1 | 12 | 5  | 3  | 655 | 611 | +44  | 78  |
| 5    | Colomiers Rugby                        | 30 | 16 | 3 | 11 | 4  | 4  | 629 | 590 | +39  | 78  |
| 6    | AS Béziers                             | 30 | 17 | 1 | 12 | 4  | 3  | 745 | 662 | +83  | 77  |
| 7    | USA Perpignan                          | 30 | 15 | 1 | 14 | 5  | 6  | 676 | 615 | +61  | 73  |
| 8    | Biarritz olympique                     | 30 | 14 | 0 | 16 | 3  | 5  | 674 | 656 | +18  | 64  |
| 9    | CS Bourgoin-Jallieu                    | 30 | 12 | 0 | 18 | 5  | 9  | 595 | 642 | -47  | 62  |
| 10   | SC Albi                                | 30 | 13 | 2 | 15 | 2  | 4  | 591 | 643 | -52  | 62  |
| 11   | RC Narbonne                            | 30 | 13 | 0 | 17 | 2  | 6  | 602 | 653 | -51  | 60  |
| 12   | US Montauban                           | 30 | 12 | 0 | 18 | 1  | 9  | 570 | 624 | -54  | 58  |
| 13   | Stado Tarbes PR (8 points de pénalité) | 30 | 13 | 0 | 17 | 0  | 9  | 543 | 630 | -87  | 53¹ |
| 14   | US Carcassonne                         | 30 | 11 | 0 | 19 | 0  | 5  | 484 | 741 | -257 | 49  |
| 15   | US Dax                                 | 30 | 10 | 1 | 19 | 1  | 5  | 538 | 713 | -175 | 48  |
| 16   | Provence Rugby (P)                     | 30 | 9  | 0 | 21 | 1  | 5  | 549 | 716 | -167 | 42  |

## Statistiques

### Statistiques collectives
Attaque
640 points marqués :
59 essais
45 transformations
85 pénalités
Défense
587 points encaissés :
56 essais
44 transformations
72 pénalités
1 drop
Cartons
24 jaunes
4 rouges

### Statistiques individuelles
Meilleur réalisateur